# Powerlifting Class (Paralympics)
Powerlifting Class ist die einzige Startklasse der paralympischen Sportarten für Sportler im paralympischen Gewichtheben.
Gewichtheben im paralympischen Sinne ist ein angepasstes Bankdrücken, bei dem vor allem die Arm- und Rumpffunktionen eines beeinträchtigten Sportlers wichtig sind, während die Hüft- und Beinfunktionen vermindert oder nichtexistent sein können. Um im paralympischen Gewichtheben starten zu dürfen, müssen auf zwei Ebenen Minimalbedingungen erfüllt sein. Die Sportler müssen zunächst ein Minimum an Körperbeherrschung zeigen und nachweisen, mit schweren Gewichten arbeiten zu können. Dies ist eine Vorbedingung aufgrund des Risikos beim Arbeiten mit schweren Gewichten im Liegen. Des Weiteren müssen die Gewichtheber wenigstens ein minimales Maß an körperlichen Beeinträchtigungen aufweisen, die ein Starten bei normalen Gewichtheberwettbewerben unmöglich machen.
Für das Arbeiten mit schweren Gewichten muss gewährleistet sein, dass:
- Athleten nicht eine bekannte visuelle Beeinträchtigung aufweisen (z. B. eine Beeinträchtigung nach B1 / B2 / B3) – und dass
- Athleten nicht eine bekannte intellektuelle Beeinträchtigung aufweisen (siehe z. B. IQ-Begrenzung) – und dass
- der Wettkämpfer die Fähigkeit besitzen muss, seine beiden Arme vollständig zu strecken, mit keiner geringeren Einschränkung von der vollen Streckung als 20° in jedem Ellenbogen – und dass
- ein Athlet in der Lage sein muss, die Stange mit den Gewichten mit beiden Händen fest zu greifen und die Arme voll auszustrecken.

Sind diese funktionellen Mindestbedingungen erfüllt, kommen körperliche Mindestbeeinträchtigungen hinzu, die bei der körperlichen Beeinträchtigung erfüllt sein müssen, die sich vor allem auf eingeschränkte Funktionen von Beinen und Hüften beziehen:
- Fehlen von Gliedmaßen, Amputation durch das oder über dem Fußgelenk – oder
- Kleinwuchs – oder
- unterschiedlich lange Beine – oder
- diverse Beeinträchtigungen (wie Versteifungen) des Bewegungsapparates wie leichte Funktionseinschränkungen der Beine und leichte Gleichgewichtsprobleme – oder
- Muskelhypertonie / Ataxie / Athetose / Cerebralparese mit minimalen, aber offensichtlichen Schädigungen von Funktionen, Vorhandensein von spastischen Lähmungen und/oder unwillkürlichen Bewegungen wenigstens in einer Gliedmaße – oder
- Einschränkungen der Muskelkraft bzw. der passiven Beweglichkeit (wie u. a. bei vollständigen oder unvollständigen Querschnittgelähmten), dabei ist mindestens ein Muskelkraftverlust von 10 % in den Beinen feststellbar.

Alle Sportler starten liegend, dadurch werden vor allem Funktionsstörungen der Beine und des unteren Rumpfes ausgeglichen.